# Zajari Kalashov
Zajari (o Zajar) Kniázevich Kalashov (en georgiano: ზაქარია 'შაქრო' კალაშოვი; en ruso: Заха́рий Кня́зевич Калашо́в), nacido el 20 de marzo de 1953 y apodado Shakró el Joven (en ruso: Шакро Молодой, romanizado: Shakró Molodói) es un ladrón en la ley (vor v zakone) y líder de la mafia rusa. Es de origen kurdo.

## Biografía
Según el gobierno federal estadounidense, Kalashov es un «miembro clave» del sindicato del crimen conocido como el «Círculo de Hermanos» o la «Bratvá». En junio de 2005, las autoridades españolas lanzaron la Operación Avispa contra unos 30 miembros del Círculo de Hermanos, lo que dio lugar a la incautación de 800 cuentas bancarias, villas de lujo y automóviles. Kalashov huyó a los Emiratos Árabes Unidos, donde fue detenido en 2006. Es el miembro de más alto rango de la mafia rusa detenido fuera de Rusia. Posteriormente, fue extraditado a España y declarado culpable de blanqueo de capitales y extorsión en 2009. En junio de 2010, fue condenado a siete años y medio de prisión y una multa de 20 millones de euros. En 2011, su condena se incrementó a nueve años de prisión y una multa de 22,5 millones de euros.
En septiembre de 2010, la Audiencia Nacional de España aprobó la extradición de Kalashov a Georgia, donde había sido juzgado in absentia y declarado culpable de secuestro y de otros delitos y condenado a 18 años de prisión. Se le permitió apelar su extradición ante el Tribunal Supremo. El 27 de octubre de 2014, la Audiencia Nacional dictaminó su expulsión a Rusia en lugar de a Georgia, sin que quedaran claros los motivos para este cambio. Llegó a Moscú el 29 de octubre de 2014, donde supuestamente se reunió con el Departamento de Investigación Criminal del Ministerio del Interior de Rusia en un encuentro «preventivo» antes de ser liberado.
El 11 de julio de 2016, fue detenido por el Servicio Federal de Seguridad ruso (FSB), acusado de extorsión al dueño de un restaurante de Moscú que meses antes había sido el escenario de un tiroteo con resultado de dos muertos y cinco heridos.